# 岩舟町静
岩舟町静（いわふねまちしずか）は、栃木県栃木市の大字。郵便番号は329-4307。

## 地理
栃木市岩舟地区の中央部に位置する。北で岩舟町鷲巣、東で岩舟町和泉、岩舟町静和、岩舟町曲ケ島、南で藤岡町甲、藤岡町大前、西で岩舟町新里、岩舟町畳岡、岩舟町下津原、藤岡町太田と接する。
中央部を栃木県道67号桐生岩舟線（旧・国道50号）が東西に通過し、JR岩舟駅入口交差点にて栃木県道133号岩舟停車場線が、栃木市役所岩舟総合支所前交差点にて栃木県道168号静藤岡線がそれぞれ分岐する。栃木県道67号桐生岩舟線に並行する形で国道50号（岩舟小山バイパス・佐野バイパス）が南部を、岩船山の南麓沿いにJR両毛線が北部をそれぞれ通過する。市街地は国道50号とJR両毛線とに挟まれる形で広がり、栃木市役所岩舟総合支所や岩舟中央公民館、栃木市立岩舟中学校など主要公共施設が配置されている。また、栃木市役所岩舟総合支所周辺において土地区画整理事業が行われ、中久保ニュータウンとして分譲がなされ人口・世帯数ともに増加傾向にある。

### 河川
- 蓮華川

## 歴史

### 沿革
- 1888年（明治21年）5月22日 - 両毛線小山 - 桐生間が開通し、当地区の北部を通過する。
- 1889年（明治22年）
  - 4月1日 - 町村制施行により、栃木県下都賀郡静村が同郡鷲巣村、畳岡村、下津原村と合併し岩舟村（旧）が成立、岩舟村大字静となり、岩舟村役場が置かれる。
  - 10月10日 - 両毛線に岩船駅（現・岩舟駅）が開設される。
- 1956年（昭和31年）9月30日 - 岩舟村（旧）が静和村、小野寺村と合併し岩舟村（新）が成立、岩舟村大字静となる。
- 1962年（昭和37年）4月1日 - 岩舟村が町制施行し岩舟町が成立、岩舟町大字静となる。
- 2014年（平成26年）4月5日 - 栃木市が岩舟町を編入し、栃木市岩舟町静となる。

## 世帯数と人口
2017年（平成29年）8月31日現在の世帯数と人口は以下の通りである。
| 大字     | 世帯数    | 人口    |
| -------- | --------- | ------- |
| 岩舟町静 | 2,076世帯 | 5,559人 |

### 人口の変遷
総数 [戸数または世帯数：  、人口：  ]
| 1891年（明治24年） | 310戸 1,886人     |
| 1982年（昭和57年） | 1,163世帯 4,700人 |
| 2011年（平成23年） | 1,932世帯 5,796人 |
| 2017年（平成29年） | 2,064世帯 5,560人 |

## 交通

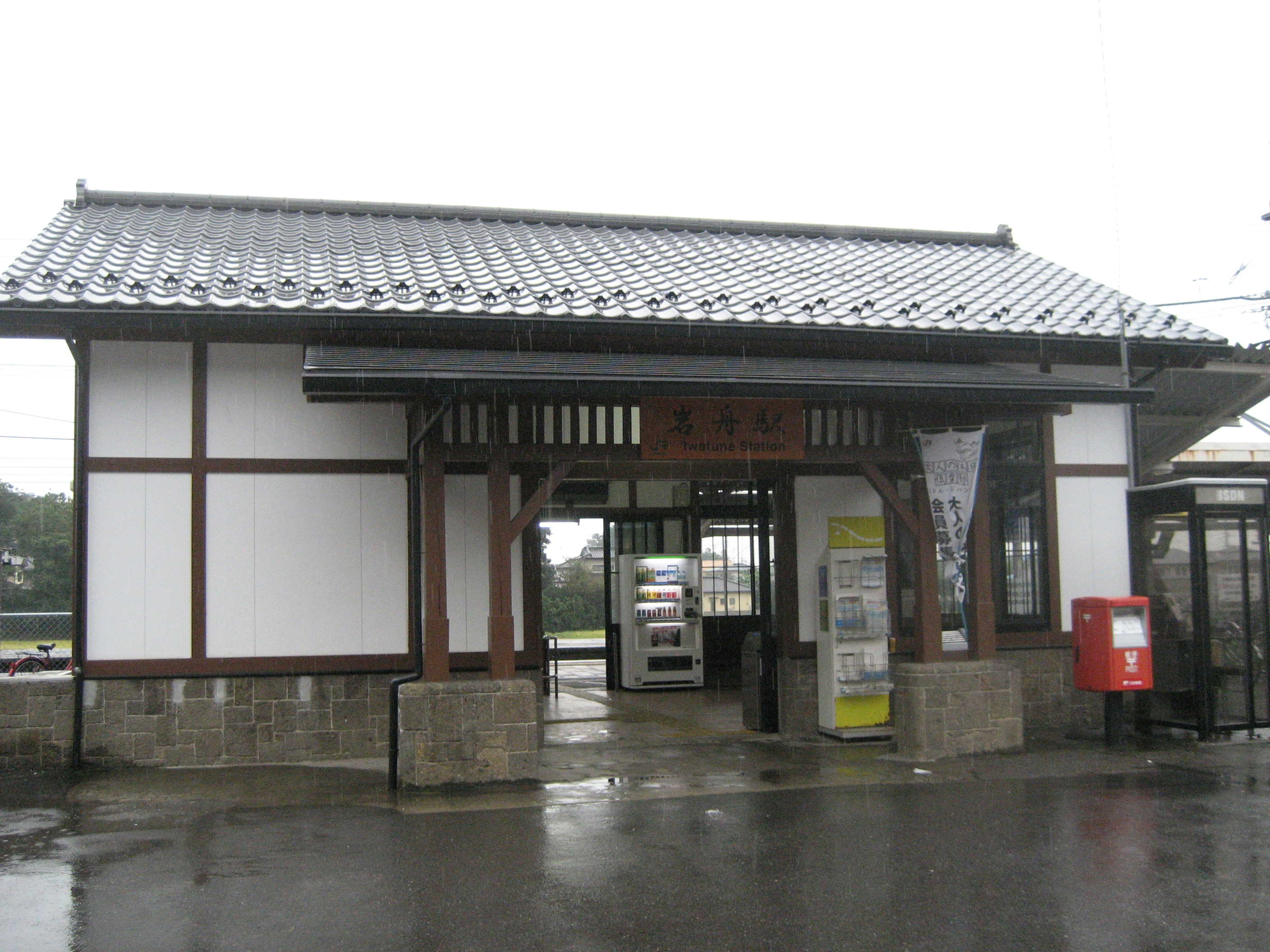
岩舟駅

### 鉄道
- ■JR両毛線
  - 岩舟駅

### バス
- ふれあいバス藤岡線（栃木駅 - 川連 - 富田 - 和泉 - 藤岡 - 三鴨・谷中湖）
  - 川島商店前 - 金子商店前

道路
- 国道50号（岩舟小山バイパス・佐野バイパス）
- 栃木県道11号栃木藤岡線（藤岡街道・和泉バイパス）
- 栃木県道67号桐生岩舟線（旧・国道50号）
- 栃木県道133号岩舟停車場線
- 栃木県道168号静藤岡線

## 施設

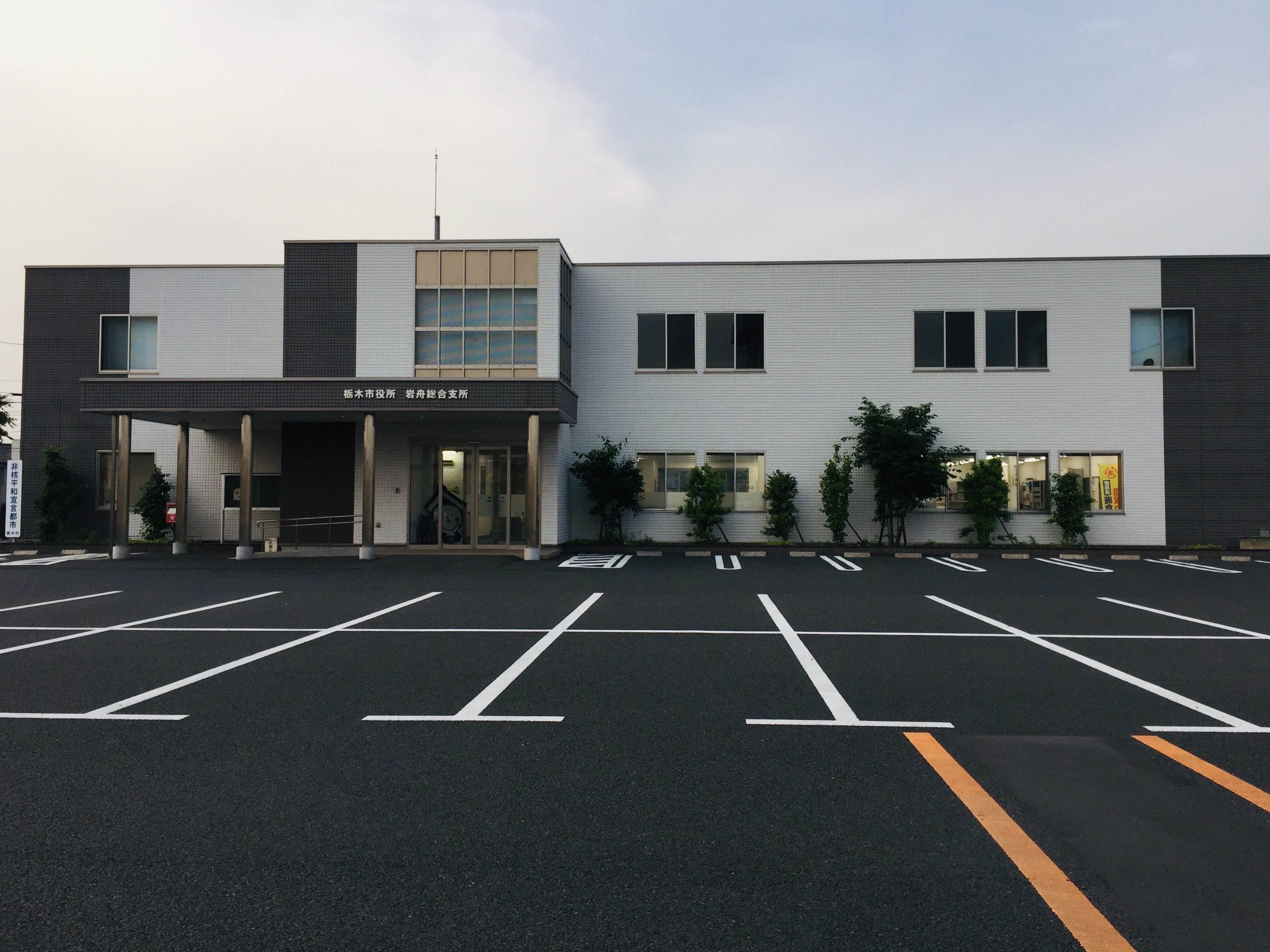
栃木市役所岩舟総合支所

- 栃木市役所岩舟総合支所
- 栃木市岩舟公民館
  - 栃木市図書館岩舟館
- 栃木市岩舟文化会館（コスモスホール）
- 栃木市立岩舟中学校
- 栃木市立岩舟小学校
- 恵生院岩舟幼稚園
- 岩舟郵便局
- 足利銀行岩舟支店
- 栃木信用金庫岩舟支店
- JAしもつけ岩舟支店

## 小・中学校の学区
市立小・中学校に通う場合、学区は以下の通りとなる。
| 番地 | 小学校             | 中学校             |
| ---- | ------------------ | ------------------ |
| 全域 | 栃木市立岩舟小学校 | 栃木市立岩舟中学校 |